# Cyryl (patriarcha Erytrei)
Cyryl (ur. 1 września 1928 w Senafe jako Haile Mariam Tehadew, zm. 2 grudnia 2022 w Asmarze) – erytrejski duchowny, patriarcha Erytrejskiego Kościoła Ortodoksyjnego w latach 2021–2022.

## Życiorys
Był synem duchownego. 9 maja 1944, po ukończeniu seminarium duchownego w Debre Mewan, został wyświęcony na diakona. W następnym roku wstąpił do klasztoru Debre Abbaj w Etiopii, a 9 lutego 1952 został przyjęty do stanu mniszego. 21 kwietnia otrzymał święcenia kapłańskie. Od 14 kwietnia 1965 był opatem klasztoru w Debre Mewan. 12 czerwca 1994 patriarcha koptyjski Szenuda III wyświęcił go na biskupa Adiyame. 21 lipca 1998 został podniesiony do godności arcybiskupa. 13 maja 2021 święty synod Erytrejskiego Kościoła Ortodoksyjnego wybrał go na patriarchę. Była to pierwsza zgodna z prawem nominacja patriarsza od czasu uwięzienia w 2007 przez władze państwowe patriarchy patriarchy Antoniego i od śmierci jego niekanonicznego następcy, Dioskura w 2015. 13 czerwca 2021 odbyła się jego intronizacja. W czasie swego krótkiego zarządzania Kościołem zacieśniał i utrzymywał aktywny kontakt z siostrzanymi Kościołami koptyjskim i etiopskim. Zmarł 2 grudnia 2022 w Asmarze.